# Stylus phantasticus

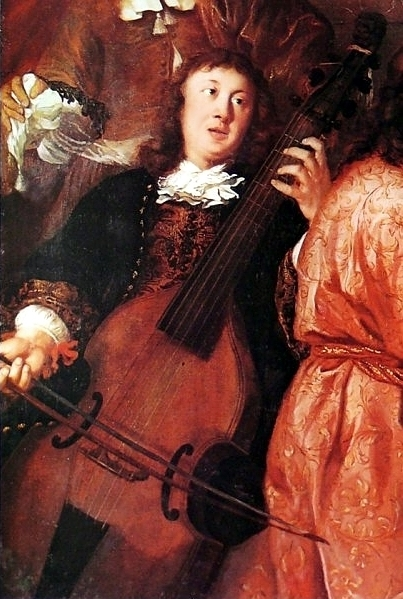
Dietrich Buxtehude jouant de la viole.

Le stylus phantasticus est un style musical du baroque allemand. Sous l'influence de la musique pour clavier des italiens Claudio Merulo et Girolamo Frescobaldi, certains organistes et clavecinistes du XVIIe siècle, en particulier Johann Jakob Froberger (élève de Frescobaldi) adoptent un jeu caractérisé par la virtuosité, l'invention et l'improvisation, et sans fil mélodique. Les épisodes d'une même pièce se succèdent sans continuité de tempo et de rythme, de tonalité, d'affect.   
L'érudit Athanasius Kircher est sans doute le premier à utiliser le terme de stylus phantasticus qu'il définit ainsi :

« Le stylus phantasticus, propre aux instruments, est la plus libre, et la moins contrainte des méthodes de composition. Il n'est soumis à rien, ni aux mots, ni aux sujets harmoniques ; elle a été créée pour montrer son habileté, et pour révéler les règles secrètes de l'harmonie, l'ingéniosité des conclusions harmoniques, et l'assemblage fugué. Il est divisé en ces formes qu'on appelle fantaisie, ricercar, toccata, sonate »

— Athanasius Kircher, Musurgia universalis, 1650.
Johann Mattheson reprend et précise cette définition en 1739 :

« Dans ce style, la manière de composer, de chanter et d'exécuter est la plus libre, la moins contrainte qui se puisse imaginer, pour qui y découvre d'abord telle idée et ensuite telle autre, du fait qu'on n'y est lié ni par les mots, ni par la mélodie, seulement par l'harmonie, de sorte que le chanteur ou l'exécutant peut en jouer avec habileté. Toutes sortes de progressions par ailleurs inaccoutumées, d'ornements cachés, de tours et de colorations ingénieux sont amenés sans souci d'observer la mesure ou la tonalité, sans considération pour ce qui est placé sur la page, sans thème ni ostinato formel, sans thème ou sujet à mener à bien ; ici rapide et là hésitant, tantôt à une voix, tantôt à plusieurs et de temps à autre en retard sur la battue, sans mesure du son, mais non sans se montrer tout entier résolu à plaire, à surprendre et à étonner. »

— Johann Mattheson, Der vollkommene Capellmeister, I, 10, § 93, 1739.
Mattheson a lu la Musurgia universalis de Kircher et il adapte la définition à la musique de son temps. Mais il est difficile de savoir exactement à quoi pensait Kircher en donnant sa définition du stylus phantasticus : 

« Ce style propre aux instruments a suscité de nombreux débats et interrogations. […] Le terme phantasticus a pu laisser penser que les pièces ainsi désignées appelaient un style de jeu débridé, fantasque, faisant la part belle à la liberté d’interprétation, à une spontanéité dans le jeu musical qui s’affranchissait de toute mesure. [… Mais] dans sa Musurgia universalis précisément, Kircher ne désigne-t-il pas comme paradigme du stylus phantasticus la fantaisie pour clavier de Froberger sur ut, re, mi, fa, sol, la, dont la rigueur contrapuntique est en l’occurrence bien loin d’être fantasque ? »

 Les pièces écrites dans le stylus phantasticus sont plutôt des pièces aussi libres que l'est la prose par rapport au vers, elles ne sont pas follement débridées et fantasques. Par ailleurs, il semble qu'il y ait un lien entre stylus phantasticus et l'indication de jeu « se joue avec discrétion », con discrezione, que l'on trouve beaucoup chez Froberger : 

« La liberté que s’accordait Froberger dans le jeu instrumental est peut-être seulement, par contraste avec la rigueur et l’uniformité de prononciation qu’exigent les pièces métriques, l’égale de la liberté que s’accorde l’orateur qui prononce un discours éloquent. Accordée avec une approche renouvelée de la notion de stylus phantasticus, l’expression « avec discrétion » ou con discrezione n’est donc pas à comprendre comme la signature par le compositeur d’un blanc-seing autorisant les musiciens à produire un jeu déconstruit, fantasque et hirsute, mais comme une incitation à discerner minutieusement comment s’agencent les subtils mélanges de rythmes, comment se présentent les clausules, et d’une manière générale comment se profilent les courbures serpentines des périodes, les nombres saillants du discours instrumental. »

Le stylus phantasticus est pratiqué par la plupart des musiciens germaniques aux XVIIe et XVIIIe siècles, Jean-Sébastien Bach étant le dernier compositeur notable à l'illustrer.

## Compositeurs utilisant lestylus phantasticus
dans un ordre chronologique :
- Girolamo Frescobaldi (1583-1643)
- Antonio Bertali (1605-1669)
- Matthias Weckmann (1616?-1674)
- Johann Heinrich Schmelzer (1623-1680)
- Giovanni Antonio Pandolfi Mealli (1624-1669)
- Pavel Josef Vejvanovský (1633/1639-1693)
- Dietrich Buxtehude (1637-1707)
- Johann Adam Reinken (1643-1722)
- Heinrich Biber (1644-1704)
- Johann Pachelbel (1653-1706)
- Vincent Lübeck (1654-1740)
- Georg Böhm (1661-1733)
- Nicolaus Bruhns (1665-1697)
- Jean-Sébastien Bach (1685-1750)